# Semiothisa affinis
Semiothisa acepsimaria fue una división taxonómica para una especie de polilla perteneciente a la familia Geometridae, descrita por el entomólogo William Warren en 1902. El nombre fue borrado del Global Biodiversity Information Facility en noviembre de 2022. En algunas bases de datos es puesta como sinonimia de Chiasmia affinis.